# Farleigh Wallop
Farleigh Wallop – wieś w Anglii, w hrabstwie Hampshire, w dystrykcie Basingstoke and Deane. Leży 26 km na północny wschód od miasta Winchester i 76 km na południowy zachód od Londynu.